# سیارک ۱۸۳۹۵
سیارک ۱۸۳۹۵ (به انگلیسی: 18395 Schmiedmayer، نامگذاری:1992SH2) هجده هزار و سیصد و نود و پنجمین سیارک کشف شده‌است که در ۲۱ سپتامبر ۱۹۹۲ کشف شد.
قدر مطلق سیارک برابر ۲۰.۴ است.